# Wachendorfia
Genre
Classification APG III (2009)
Wachendorfia est un genre végétal de la famille des Haemodoraceae. 

## Liste d'espèces
Selon World Checklist of Selected Plant Families (WCSP) (19 janv. 2012) :
- Wachendorfia brachyandra W.F.Barker (1949)
- Wachendorfia multiflora (Klatt) J.C.Manning & Goldblatt (2000)
- Wachendorfia paniculata Burm. (1757)
- Wachendorfia thyrsiflora Burm. (1757)